# Sobór Zmartwychwstania Pańskiego w Tokio

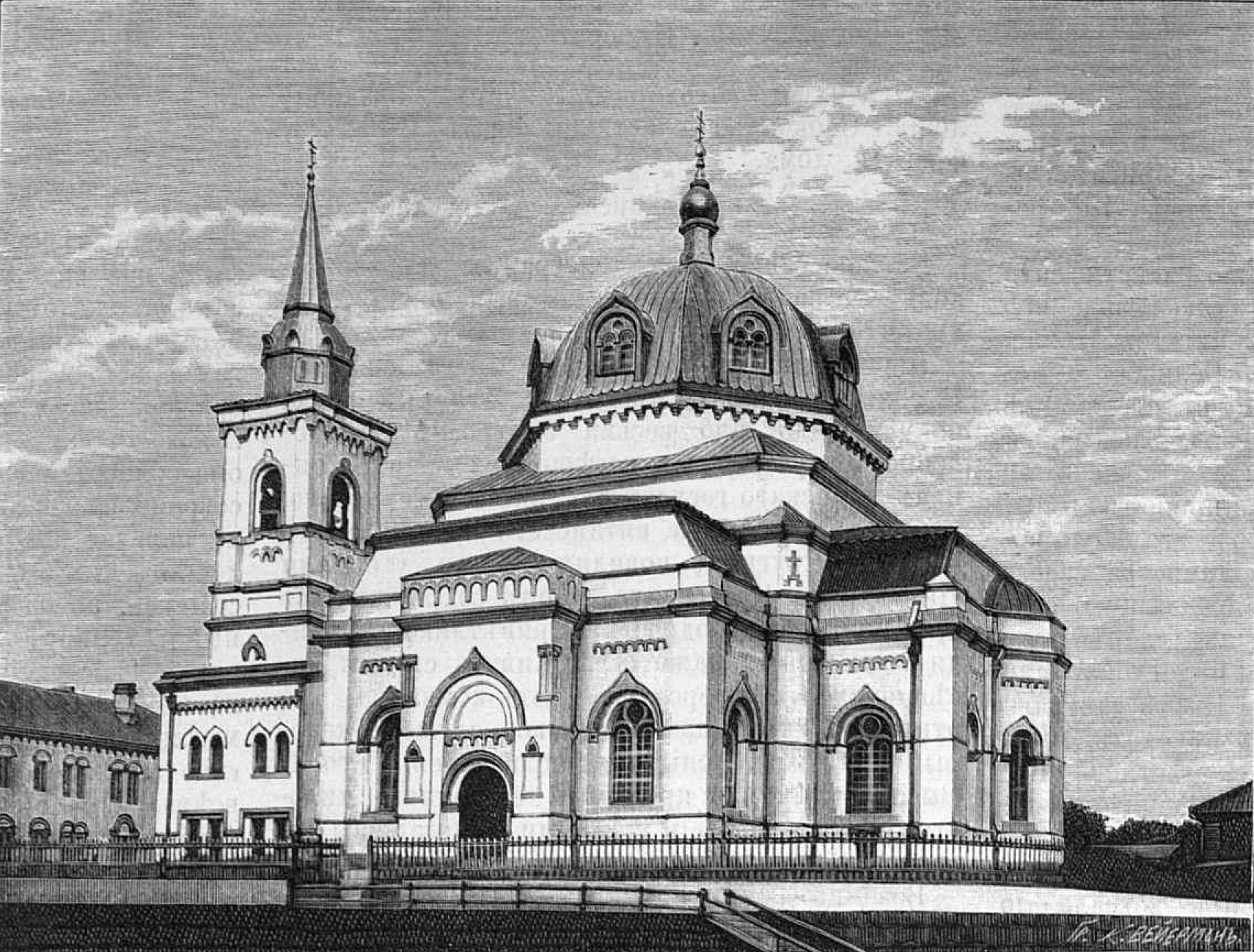
Katedra w 1891

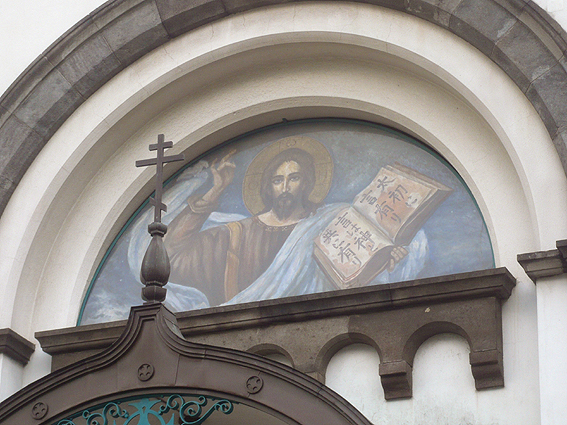
Mozaika nad wejściem do soboru, przedstawiająca Chrystusa

Sobór Zmartwychwstania Pańskiego (jap. 東京復活大聖堂 Tōkyō Fukkatsu Daiseidō) – prawosławna cerkiew w Tokio, sobór katedralny autonomicznego Japońskiego Kościoła Prawosławnego. Potocznie określany w języku japońskim jako Nikorai-dō (jap. ニコライ堂). Od marca 1962 posiada status zabytku.

## Historia
Powstanie cerkwi prawosławnej w Tokio było związane z działalnością misji Rosyjskiego Kościoła Prawosławnego, na czele której stał hieromnich Mikołaj (Kasatkin). Pierwsza świątynia zorganizowana przez misjonarzy była cerkwią domową w obiekcie zamieszkiwanym przez członków misji. W miarę wzrastającej liczby uczestników nabożeństw konieczna stała się jednak budowa nowej świątyni. Po uzyskaniu godności biskupiej naczelnik misji zaczął gromadzić środki finansowe na ten cel, zbierając ostatecznie 130 tys. rubli.
Kamień węgielny pod nową cerkiew został położony w marcu 1884, w sąsiedztwie obiektu, w którym znajdowała się poprzednia cerkiew. Autorem projektu budynku był Michaił Szczurupow, architektem Josiah Conder. Poświęcenie budynku odbyło się 8 marca 1891. Do udziału w uroczystości dopuszczono jedynie chrześcijan; osoby innych wyznań musiały obserwować ceremonię z wydzielonego sektora. W kolejnych dniach miały miejsce osobne ceremonie poświęcenia bocznych kaplic Wprowadzenia Matki Bożej do Świątyni oraz Świętych Piotra i Pawła. Pierwotnie w poświęceniu cerkwi miał uczestniczyć następca tronu carskiej Rosji Mikołaj. Ostatecznie jednak carewicz nie pojawił się na uroczystości, gdyż w miejscowości Ōtsu został zaatakowany przez japońskiego policjanta, co skłoniło jego rodziców do natychmiastowego przerwania jego wizyty w Japonii.
Sobór był od początku istnienia ważnym ośrodkiem misyjnym. Stale dyżurował w nim człowiek tłumaczący niechrześcijańskim gościom znaczenie poszczególnych elementów wyposażenia budynku oraz przekazujący informacje o działalności misjonarzy z Rosji. Misja działała w Tokio do 1917, kiedy straciła wsparcie finansowe rządu rosyjskiego na skutek upadku caratu. We wrześniu 1923 sobór poważnie ucierpiał w czasie trzęsienia ziemi. Na skutek wstrząsów wolnostojąca dzwonnica przewróciła się na główną kopułę obiektu, zaś w chwilę później pożar strawił praktycznie całe wyposażenie wnętrza cerkwi. W kolejnym miesiącu pracujący w cerkwi kapłani zdecydowali się na podjęcie odbudowy świątyni w jej dotychczasowym kształcie, mimo znaczącego spadku liczby wiernych w latach po rewolucji październikowej w Rosji. Odnowiony sobór został ponownie poświęcony 15 grudnia 1929.
Regularne nabożeństwa w soborze odbywały się do 1941. W czasie II wojny światowej sobór ponownie został uszkodzony przez bombardowania. Przy odbudowie obiektu ze zniszczeń został pomalowany na biało i czarno. 5 kwietnia 1946 w świątyni obradował Sobór Japońskiego Kościoła Prawosławnego, który zdecydował o przejściu tej struktury pod jurysdykcję Kościoła Prawosławnego w Ameryce. Regularne nabożeństwa w soborze zaczęły być jednak odprawiane dopiero w 1949, po czym budynek został wyremontowany. W latach 50. i 60. rozwijała się działalność społeczna parafii działającej przy soborze: kolejno powstała szkoła, bractwo prawosławne i seminarium duchowne, kontynuujące tradycję misji rosyjskiej.
Soborem katedralnym obiekt stał się 22 marca 1972, zaś w sześć lat później do południowej fasady budynku dobudowano kaplicę św. Mikołaja Japońskiego. Kolejna renowacja budynku miała miejsce w latach 90. XX wieku i zakończyła się 10 maja 1998 ponownym poświęceniem odnowionej świątyni.

## Architektura
Sobór reprezentuje styl rosyjsko-bizantyjski. Łączna wysokość obiektu wynosi 35 metrów, budynek przewidziany jest na 2000 wiernych. Wejście do budynku prowadzi przez przedsionek, ponad którym wznosi się wybudowana na planie prostokąta dzwonnica. Jest ona zwieńczona cebulastą, malowaną na zielono kopułą z krzyżem, umieszczoną na ośmiobocznym bębnie. Podobna kopuła położona jest ponad nawą świątyni. Z zewnątrz budynek malowany na biało i czarno.
We wnętrzu kopie ikon napisanych przez Wiktora Wasniecowa i Michaiła Nesterowa. Ikonostas jest drewniany, pokryty złotem i platyną. Za ikonostasem znajdują się trzy okrągłe ikony – wizerunki archaniołów Gabriela i Michała oraz wariant Ikony Matki Bożej „Znak”.
Na dzwonnicy soboru zawieszonych jest osiem dzwonów.